# Mark Z. Jacobson

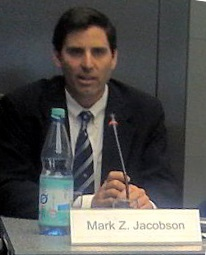
Mark Z. Jacobson bei einer Pressekonferenz in Berlin, 23. März 2010

Mark Zachary Jacobson (* 1965) ist Professor für Bau- und Umwelt-Ingenieurwesen an der Stanford University sowie Direktor des Atmosphere and Energy Program der Universität.

## Ausbildung
Jacobson studierte Bauingenieurwesen und Wirtschaftswissenschaften an der Stanford University und schloss beide Fächer 1988 mit dem Bachelor ab. Nach einem Master-Abschluss in Umweltingenieurwesen wechselte er an University of California, wo er 1991 zunächst einen weiteren Master-Abschluss in Atmosphärenwissenschaften erhielt und in diesem Fach 1994 zum Ph.D. promovierte. Anschließend wechselte er zurück zur Stanford University. Von 1994 bis 2001 war er dort als Assistant Professor für Bau- und Umwelt-Ingenieurwesen tätig, von 2001 bis 2007 als Associate Professor. Seit 2007 hat er den Lehrstuhl in diesem Fachbereich inne.

## Wirken
Jacobson erstellt Computermodelle zu den Auswirkungen verschiedener Energie-Technologien und ihrer Emissionen auf die Luftverschmutzung und für das Klima. Er entwickelte ein Modell zur Berechnung der Klimawirkung von black carbon, das Stand 2014 von mehr als 1000 Forschern verwendet wird, und zählt zu den führenden Klimaforschern, die sich mit der Wirkung von Aerosolen beschäftigen.
International starke Beachtung fand Jacobson ebenso durch seinen 2009 zusammen mit Mark A. Delucchi in Scientific American publizierten Aufsatz „A Plan to Power 100 Percent of the Planet With Renewables“. Darin wird dargelegt, dass erneuerbare Energien wie Wind-, Wasser- und Solarenergie zu vertretbaren Preisen die wachsenden Energiebedürfnisse der Welt befriedigen und damit den Abschied von der Ära fossiler oder nuklearer Brennstoffe beschleunigen könnten. 2011 wurde dieses Szenario in deutlich erweiterter Form in zwei Teilen im Fachjournal Energy Policy publiziert und sehr stark zitiert. Mit Stand Mai 2015 lagen diese beiden Teile auf Rang 2 und 3 der meistzitierten Artikel in Energy Policy seit 2010.
Jacobson zufolge ist ein rascher Übergang zu sauberen erneuerbaren Energien dringend erforderlich, um die mögliche Beschleunigung der Erderwärmung samt ihren Folgen global aufzuhalten, einschließlich des Abschmelzens der arktischen und antarktischen Eiskappen. Er ist Unterstützer des Holocene Project und Teil der Global 100 RE Strategy Group.

## Klage
2017 veröffentlichten Ken Caldeira und 20 andere Forscher die größte gebündelte Kritik an Jacobsons 2015 erschienenem Paper „A Plan to Power 100 Percent of the Planet With Renewables“, in welchem dieser ein Modell für eine Welt mit 100 % Erneuerbaren aufgestellt hatte. David Victor von der University of California, San Diego, ein Coautor des kritischen Papers, wurde motiviert, sich an ihm zu beteiligen, als „Politiker begannen, [Jacobsons Paper] als wissenschaftliche Untermauerung zu verwenden“, obwohl es zu den „offensichtlich falschen“ Aufsätzen gehöre. Jacobsons Paper wurde im selben wissenschaftlichen Journal veröffentlicht wie die Kritik, in PNAS. In derselben Ausgabe wie die Kritik druckte das Journal auch eine Erwiderung von Jacobson und seinen Co-Autoren ab.
Jacobson reichte 2017 Klage gegen das Journal und den Hauptautor Christopher Clack ein und verlangte darin unter anderem 10 Millionen Dollar Schadensersatz für Verleumdung. Nachrichtenberichte und Wissenschaftler kritisierten die Klageerhebung.  Jacobson zog 2018 seine Klage zurück. Er erklärte, er habe geklagt, da sich das Journal ihm gegenüber geweigert habe, eine Berichtigung zu drucken. Er habe die Klage eingereicht in der Erwartung, dass man sich außergerichtlich einigen werde. Während des Verfahrens habe er angeboten, die Klage fallen zu lassen, wenn nur eine Berichtigung abgedruckt würde, das Journal habe sich aber auch hier geweigert. Der Journalist Michael Hiltzik kritisierte Jacobson. Da PNAS zusammen mit der Kritik auch Jacobsons Erwiderung abgedruckt habe, sei die Kritik an der Kritik schon Teil der wissenschaftlichen Literatur; jeder, der sich für das Thema interessiere, würde darauf stoßen. Und hätte Jacobson nicht geklagt, dann hätten wohl PNAS oder andere Journale Druckseiten für weitere Debatten über das Thema bereitgestellt.

## Veröffentlichungen

### Bücher
- Fundamentals of Atmospheric Modeling. Cambridge University Press, New York, 656 pp., 1999.
- Fundamentals of Atmospheric Modeling, Second Edition, Cambridge University Press, New York, 813 pp., 2005.
- Atmospheric Pollution: History, Science, and Regulation, Cambridge University Press, New York, 399 pp., 2002.
- Air Pollution and Global Warming: History, Science, and Solutions, Cambridge University Press, New York, 2011.
- 100% Clean, Renewable Energy and Storage for Everything, Cambridge University Press, New York, 427 pp., 2020.
- No Miracles Needed: How Today's Technology Can Save Our Climate and Clean Our Air, Cambridge University Press, New York, 454 pp., 2023.

### Bedeutende Fachaufsätze (Auswahl)
- Strong radiative heating due to the mixing state of black carbon in atmospheric aerosols. In: Nature 409, (2001) 695-697, doi:10.1038/35055518.
- Streets et al.: Recent Reductions in China’s Greenhouse Gas Emissions. In: Science 294, 2001, 1835–1837, doi:10.1126/science.1065226.
- Global direct radiative forcing due to multicomponent anthropogenic and natural aerosols.  In: Journal of Geophysical Research 106, Issue D2, 2001, 1551–1568, doi:10.1029/2000JD900514.
- Control of fossil-fuel particulate black carbon and organic matter, possibly the most effective method of slowing global warming. In: Journal of Geophysical Research 107, Issue D19, 2002, 16-22, doi:10.1029/2001JD001376.
- mit Christina L. Archer: Evaluation of global wind power. In: Journal of Geophysical Research 110, Issue D12, 2005, 16-22, doi:10.1029/2004JD005462.
- mit W. G. Colella und D. M. Golden: Cleaning the Air and Improving Health with Hydrogen Fuel-Cell Vehicles. In: Science  308, No. 5730, 2005, 1901–1905, doi:10.1126/science.1109157.
- Review of solutions to global warming, air pollution, and energy security. In: Energy and Environmental Science 2, 2009, 148–173, doi:10.1039/b809990c.
- mit Mark A. Delucchi: Providing all global energy with wind, water, and solar power, Part I: Technologies, energy resources, quantities and areas of infrastructure, and materials. In: Energy Policy 39, Vol. 3, 2011, 1154–1169, doi:10.1016/j.enpol.2010.11.040.
- mit Mark A. Delucchi: Providing all global energy with wind, water, and solar power, Part II: Reliability, system and transmission costs, and policies. In: Energy Policy 39, Vol. 3, 2011, 1170–1190, doi:10.1016/j.enpol.2010.11.045.
- mit Christina L. Archer: Saturation wind power potential and its implications for wind energy. In: Proceedings of the National Academy of Sciences 109, No. 39, 2012, 15679–15684, doi:10.1073/pnas.1208993109.
- Bond et al.: Bounding the role of black carbon in the climate system: A scientific assessment. In: Journal of Geophysical Research 118, Issue 11, 2013, 5380–5552, doi:10.1002/jgrd.50171.
- Jacobson et al.: 100% clean and renewable wind, water, and sunlight (WWS) all-sector energy roadmaps for the 50 United States. In: Energy and Environmental Science 8, Issue 7, 2015, 2093-2117, doi:10.1039/C5EE01283J.
- Jacobson et al.: Low-cost solution to the grid reliability problem with 100 % penetration of intermittent wind, water, and solar for all purposes. In: Proceedings of the National Academy of Sciences 112, No. 49, 2015, 15060–15065, doi:10.1073/pnas.1510028112.

### Magazinbeiträge
- mit Mark A. Delucchi: A Plan to Power 100 Percent of the Planet With Renewables. In: Scientific American (2009), 58-65.

## Auszeichnungen (Auswahl)
- Henry G. Houghton Research Award 2005 der American Meteorological Society
- Anteil am Friedensnobelpreis 2007 (Intergovernmental Panel on Climate Change) als Forschungsautor und Reviewer
- Atmospheric Sciences Ascent Award 2013 der American Geophysical Union[1]
- Cozzarelli Preis der Proceedings of the National Academy of Sciences 2015[16]